# West Concord (Minnesota)
West Concord è una città degli Stati Uniti d'America, situata in Minnesota, nella contea di Dodge.